# BREVER-wet

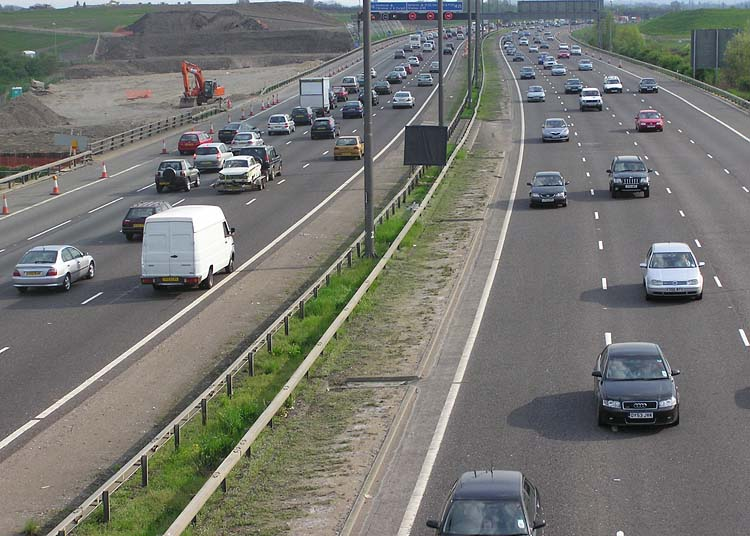
Mensen rekenen in tijd: hoe sneller men zich kan verplaatsen, hoe verder men zich verplaatst, binnen het eigen reistijdbudget

Wanneer het aanbod verschuift van S1 naar S2, daalt de prijs van P1 naar P2 en stijgt de vraag van Q1 naar Q2.

De wet van Behoud van Reistijd en Verplaatsingen, of Brever-wet, is een verkeerskundig principe. De wet werd in 1977 door Geurt Hupkes beschreven en onderbouwd door data. De wetmatigheid houdt in dat een persoon altijd een vrijwel constante hoeveelheid van zijn tijd besteedt aan reizen. Men reist al decennialang over de gehele wereld zo'n 70 tot 90 minuten per dag (verdeeld over verschillende verplaatsingen en vervoermiddelen) zonder dat dit reistijdbudget veel verandert in tijd. Echter, in die 1,5 uur gaat men wel grotere afstanden afleggen doordat de snelheid van vervoermiddelen toeneemt en verbeterde of meer infrastructuur beschikbaar is gekomen.
Grotere snelheid (waaronder betere doorstroming van verkeer) zorgt dus niet voor het sneller op de "gekozen" bestemming(en) aankomen, maar voor extra verplaatsen binnen de uitgespaarde tijd. Hoe sneller men eenzelfde afstand kan afleggen met een vervoermiddel, hoe eerder men dat vervoermiddel zal nemen en hoe verder men ermee zal reizen binnen het reistijdbudget en dus andere of meer bestemmingen kiest. De veralgemening van het bezit en gebruik van een eigen auto en de aanleg van infrastructuur als autosnelwegen heeft in de loop der tijd gezorgd voor een aanzienlijke toename aan wegverkeer.
Hieruit volgt dat extra wegcapaciteit (extra aanbod) creëren, om bijvoorbeeld files op te lossen, doorgaans tot gevolg heeft dat er extra vraag (geïnduceerde vraag of induced demand) ontstaat. Deze latente vraag die zich omzet in effectieve vraag heeft tot gevolg dat de nieuwe capaciteit na verloop van tijd ten volle benut wordt en er opnieuw files ontstaan. Concreet zorgt bijvoorbeeld het aanleggen van extra rijstroken voor meer verkeer en niet voor het wegwerken van files.
Omgekeerd kan het verminderen van wegcapaciteit (minder aanbod) ervoor zorgen dat een deel van het verkeer "verdampt". De reistijd verhoogt immers, dus daalt de vraag. Een verkeersfilter inbouwen of een voetgangerszone instellen zorgt dus niet voor een volledige verplaatsing van het autoverkeer naar omliggende straten, maar voor onder meer andere vervoerkeuzes.
Een soortgelijk idee in het Engelse taalgebied staat bekend als Marchetti's Constant.